# Philippe Mahut
Pour les articles homonymes, voir Mahut.
Philippe Mahut est un footballeur international français, professionnel de 1974 à 1993, né le 4 mars 1956 à Lunery (Cher) et mort le 7 février 2014 à Paris.

## Biographie
Philippe Georges Leon Mahut naît le 4 mars 1956 à Lunery, dans le département du Cher.
Il joue défenseur central et ce dès ses débuts en Division 2 avec Fontainebleau puis avec Troyes. Doté d'une détente phénoménale, d'un très bon jeu de tête et dur sur l'homme, il signe au FC Metz et débute ainsi en Division 1.
Il ne tarde pas à se faire une très bonne réputation malgré les résultats en dents de scie du FC Metz, ce qui lui ouvre les portes de l'Équipe de France lors d'un match comptant pour les éliminatoires du Mondial 1982, contre la Belgique, le 9 septembre 1981 (défaite 0-2).
Michel Hidalgo le sélectionne même pour aller en Espagne disputer la Coupe du monde même si, remplaçant, il ne dispute que la petite finale, perdue 3-2 contre la Pologne.
Après la Coupe du Monde espagnole, il est annoncé dans plusieurs clubs, notamment l'AS Monaco, alors champion de France en titre, le FC Nantes et le Toulouse FC, ambitieux promu. mais après bien des hésitations, il s'engage avec l'ASSE en perte de vitesse après la révélation de l'affaire de la caisse noire. Un choix par défaut qui lui fera perdre sa place en équipe de France.
Il connaît sa dernière sélection le 23 mars 1983 contre l'URSS (1-1),
Cela ne l'empêche pas de faire une longue carrière, oscillant entre première et deuxième division, car après ses deux saisons dans le Forez, il rejoint les rangs de l'ambitieux Racing Club de Paris quand Jean-Luc Lagardère investit dans le club parisien, puis le Stade Quimpérois, en Division 2, ambitionnant de devenir le club phare de la Bretagne, et pour finir chez le club doyen du football français, Le Havre AC, qu'il aide à remonter et maintenir en Division 1.
Il devient délégué aux sports de Fontainebleau et relance notamment la Foulée impériale en 2005, événement sportif annuel de cette ville. Il meurt des suites d'un cancer le 7 février 2014 à Paris,,.

## Palmarès

### En Club
- Champion de France de Division 2 en 1986 avec le RC Paris et en 1991 avec Le Havre AC

### En équipe de France
- 9 sélections entre 1981 et 1983

### Statistiques
- 422 matches et 8 buts en Division 1
- 174 matches et 18 buts en Division 2
- 4 matches en Coupe UEFA